# Cyamium mosthaffii
Cyamium mosthaffii is een tweekleppigensoort uit de familie van de Cyamiidae. De wetenschappelijke naam van de soort is voor het eerst geldig gepubliceerd in 1886 door Pfeffer.